# Meow Back Tour
Meow Back Tour naziv je prve koncertne turneje hrvatskog pjevača Marka Purišića, poznatijeg pod imenom Baby Lasagna. Turneja pokriva Purišićev debitantski studijski album Demons & Mosquitoes. 
Prva etapa turneje za 2024. godinu, pod nazivom Meow Back Tour 2024 započela je nastupom u hrvatskom Primoštenu 29. lipnja 2024. Turneja se sastoji od samostalnih koncerata, ali i nastupa na raznim događanjima i festivalima u Hrvatskoj te drugim europskim zemljama. 
Druga etapa turneje s nastupima u raznim europskim državama počela je 16. ožujka 2025.  u Hamburgu. 

## Pozadina
Nakon uspjeha na Pjesmi Eurovizije 2024. s pjesmom Rim Tim Tagi Dim, Purišić je 13. svibnja 2024. najavio da planira započeti vlastitu koncertnu turneju. Za 2024.  najavljuje većinom domaće koncerte, a 2025. godine planira započeti europsku turneju. Turneja će promovirati njegov debitantski studijski album Demons & Mosquitoes, čija je objava najavljena za jesen 2024. Iako album u trenu najave turneje još nije bio objavljen, Purišić je neke pjesme s albuma poput Biggie Biggie Boom Boom, Baby Lasagna i Mesmerized premijerno izveo na umaškom Sea Star Festivalu 26. svibnja 2024.
Purišić je 8. lipnja 2024. godine na Instagramu objavio nedovršen popis svih planiranih nastupa od lipnja do listopada 2024., s naznakom da će dodatni datumi koncerata biti naknadno objavljeni.
Datumi koncerata proljetne europske turneje koja će trajati od ožujka do travnja 2025. bili su objavljeni 19. lipnja 2024. Turneja se sastoji od nastupa u 16 europskih zemalja.

## Popis pjesama
- "Rim Tim Tagi Dim"
- IG Boy

## Datumi koncerta

### Meow Back Tour 2024
| Datum        | Grad                | Država              | Mjesto / događaj        |
| ------------ | ------------------- | ------------------- | ----------------------- |
| 29. lipnja   | Primošten           | Hrvatska            | Aurora                  |
| 30. lipnja   | Još nije najavljeno | Još nije najavljeno | Još nije najavljeno     |
| 10. srpnja   | Novi Sad            | Srbija              | Exit Festival           |
| 11. srpnja   | Još nije najavljeno | Još nije najavljeno | Još nije najavljeno     |
| 16. srpnja   | Pula                | Hrvatska            | Pulski filmski festival |
| 26. srpnja   | Još nije najavljeno | Još nije najavljeno | Još nije najavljeno     |
| 27. srpnja   | Krk                 | Hrvatska            | Medane Beach            |
| 16. kolovoza | Šibenik             | Hrvatska            | Tvrđava sv. Mihovila    |
| 17. kolovoza | Zadar               | Hrvatska            | Forum                   |
| 23. kolovoza | Još nije najavljeno | Još nije najavljeno | Još nije najavljeno     |
| 27. kolovoza | Varaždin            | Hrvatska            | Špancirfest             |
| 31. kolovoza | Još nije najavljeno | Još nije najavljeno | Još nije najavljeno     |
| 1. rujna     | Karlovac            | Hrvatska            | Karlovački dani piva    |
| 3. rujna     | Wrocław             | Poljska             | A2                      |
| 4. rujna     | Varšava             | Poljska             | Progresja               |
| 12. rujna    | Zagreb              | Hrvatska            | Šalata                  |
| 13. rujna    | Zagreb              | Hrvatska            | Šalata                  |
| 14. rujna    | Zagreb              | Hrvatska            | Šalata                  |
| 17. rujna    | Ljubljana           | Slovenija           | Kino Šiška              |
| 20. rujna    | Madrid              | Španjolska          | Brava Festival          |
| 24. rujna    | Beč                 | Austrija            | Gasometer               |
| 27. rujna    | Još nije najavljeno | Još nije najavljeno | Još nije najavljeno     |
| 28. rujna    | Još nije najavljeno | Još nije najavljeno | Još nije najavljeno     |
| 24. rujna    | Milano              | Italija             | Milano Legend Club      |
| 4. listopada | Još nije najavljeno | Još nije najavljeno | Još nije najavljeno     |
| 5. listopada | Split               | Hrvatska            | Porat                   |

### Meow Back Tour Spring 2025
| Datum       | Grad       | Država                 | Mjesto                |
| ----------- | ---------- | ---------------------- | --------------------- |
| 16. ožujka  | Hamburg    | Njemačka               | Grünspan              |
| 17. ožujka  | Kopenhagen | Danska                 | Amager Bio            |
| 19. ožujka  | Gothenburg | Švedska                | Pustervik             |
| 20. ožujka  | Oslo       | Norveška               | John Dee              |
| 22. ožujka  | Stockholm  | Švedska                | Nalen                 |
| 23. ožujka  | Helsinki   | Finska                 | House of Culture      |
| 24. ožujka  | Berlin     | Njemačka               | Metropol              |
| 31. ožujka  | Budimpešta | Mađarska               | Akvárium Klub         |
| 1. travnja  | Prag       | Češka                  | Meetfactory           |
| 2. travnja  | München    | Njemačka               | Ampere                |
| 4. travnja  | Solothurn  | Češka                  | Kulturfabrik Kofmehl  |
| 6. travnja  | Madrid     | Španjolska             | LA SALA wiZink Center |
| 7. travnja  | Barcelona  | Španjolska             | Razzmatazz 2          |
| 8. travnja  | Zurich     | Švicarska              | Komplex 457           |
| 10. travnja | Pariz      | Francuska              | Alhambra              |
| 11. travnja | Amsterdam  | Nizozemska             | Melkweg               |
| 12. travnja | Antwerp    | Belgija                | Trix                  |
| 14. travnja | Dublin     | Irska                  | The Academy           |
| 15. travnja | Glasgow    | Ujedinjeno Kraljevstvo | SWG3 Warehouse        |
| 16. travnja | London     | Ujedinjeno Kraljevstvo | O2 Academy Islington  |
| 26. travnja | Atena      | Grčka                  | Fuzz Club             |